# Draba saxosa
Draba saxosa är en korsblommig växtart som beskrevs av Anstruther Davidson. Draba saxosa ingår i släktet drabor, och familjen korsblommiga växter. Inga underarter finns listade i Catalogue of Life.